# Чамяк
Чамяк (тат. Чәмәк) — деревня в Высокогорском районе Республики Татарстан, в составе Суксинского сельского поселения.

## История
В «Списке населенных мест по сведениям 1859 года», изданном в 1866 году, населённый пункт упомянут как казённая деревня По Айбашинской дороге 3-го стана Казанского уезда Казанской губернии. Располагалась при безымянном ключе, по левую сторону Уржумского торгового тракта, в 35 верстах от губернского города Казани и в 20 верстах от становой квартиры в казённой деревне Верхние Верески. В деревне в 33 дворах жили 288 человек (135 мужчин и 153 женщины). Была мечеть.
В том же «Списке населенных мест по сведениям 1859 года», отдельно упомянута казённая деревня По Кубяку Горе, статистически учитывавшаяся с деревней По Айбашинской дороге в начале XX века. В деревне в 7 дворах жили 55 человек (28 мужчин и 27 женщин).